# Al-Bírúni
Abu Rejhán Muhammad ibn Ahmad al-Bírúni (973–1050 körül)  röviden csak al-Bírúni, az iszlám aranykorában élő iráni  tudós és polihisztor. Az "indológia alapítójának" és az "összehasonlító vallástudomány atyjának", "a modern geodézia atyjának" és az első antropológusnak nevezik.
Kiemelkedő volt a fizika, a matematika, a csillagászat és a természettudományok területén, valamint történészként, kronológusként és nyelvészként is. Korának szinte minden tudományágát tanulmányozta.
Más nemzetek tudósai is hatással voltak rá, például a görögök, akiktől ihletet merített, amikor a filozófia tanulmányozása felé fordult. Tehetséges nyelvész volt, beszélt hvárezmi, perzsa, arab, szanszkrit nyelven és tudott görögül, héberül és szírül is.
Pártatlan író volt a különböző nemzetek szokásairól és hitvallásairól, tudományos objektivitása révén az al-Ustadh ("A Mester") címet kapta, annak elismeréseként, hogy figyelemre méltó leírást adott a 11. századi India életéről.

## Élete
Korai életéről keveset tudunk. A közép-ázsiai Hvárezmben, Kathban született, amely ma Üzbegisztánban található.
Élete első huszonöt évét Hvárezmben töltötte, ahol különböző tudományokat, iszlám jogot, teológiát, matematikát, csillagászatot, orvostudományt és filozófiát tanult. 998-ban az iráni tabarisztáni uralkodó, Qabus udvarába ment. Itt írta első fontos történelmi és tudományos művét.
Mahmúd gaznavida szultán hódításai után, 1017-ben a legtöbb tudóst, köztük al-Bírúnit is Ghazniba, a Gaznavida-dinasztia fővárosába vitték. Élete nagy részét itt, a mai közép-kelet Afganisztánban töltötte. Udvari asztrológus lett, és követte Mahmúdot indiai invázióira, és néhány évig ott élt.
Értekezést írt az indiai kultúráról Tārīkh al-Hind (India története) címmel, miután ismertette az Indiában gyakorolt hinduizmust.

## Emlékezete
Szülővárosát 1958-ban Beruniy-ra keresztelték át az ő tiszteletére.
Az iráni Sirázi Egyetem csillagászati obszervatóriumát Abu Reihan Birúni Obszervatóriumnak nevezték el.
A Nemzetközi Csillagászati Unió (IAU) azzal tisztelte meg, hogy egy holdkrátert Al-Biruninak nevezett el.
Iránban a születésnapját ma is megünneplik.